# Transbordador espacial Pathfinder

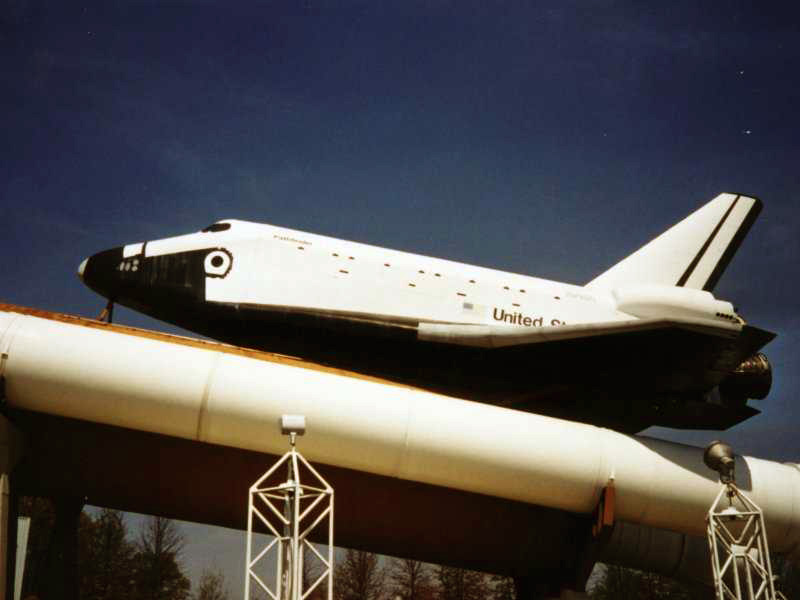
Transbordador espacial Pathfinder.

El Transbordador espacial Pathfinder (extraoficialmente llamado OV-098) es una maqueta de acero en tamaño real de un transbordador espacial.
Inicialmente se construyó por la NASA con el fin de que sirviese para la realización de las pruebas de transporte y manejo de los ya retirados transbordadores espaciales. Esto era posible porque el modelo era similar a estos en tamaño, peso y forma. De esta manera estas pruebas se pudieron realizar sin tener que recurrir al Transbordador espacial Enterprise.
Más tarde, una organización japonesa financió la restauración de la maqueta de acero para que fuese lo más parecida posible a un Transbordador Espacial real y se le llamó Pathfinder, con el propósito de exponerlo en una exhibición espacial en Tokio. El Pathfinder retornó a los Estados Unidos y ahora puede verse en el museo U.S. Space & Rocket Center en Huntsville, Alabama.
Allí se muestra como parte de un transbordador espacial completo, montado en un tanque de combustible externo MPTA-ET que fue usado en pruebas como MPTA-098, y dos carcasas de prototipos avanzados de cohetes de combustible sólido, desarrollados después del accidente del Challenger, pero que nunca entraron en producción.